# Buffalo Bills 1960
La stagione 1960 dei Buffalo Bills è stata la prima della franchigia nell'American Football League. Sotto la direzione del capo-allenatore Buster Ramsey la squadra ebbe un record di 5–8–1, classificandosi terza nella AFL Eastern Division.
Diversamente dalle altre squadre della AFL orientate su una mentalità offensiva, i Bills si concentrarono sulla difesa, che si classificò al terzo posto della lega per punti subiti (303). La loro linea difensiva vedeva la presenza di Laverne Torczon e Chuck McMurtry (entrambi inseriti nella formazione ideale della AFL nel 1960), oltre che di un linebacker dai colpi particolarmente duri come Archie Matsos, che fu convocato per l'All-Star Game in ognuna delle tre stagioni che disputò a Buffalo. La difesa dei Bills guidò la lega in yard su passaggio concesse (2.130) e passaggi intercettati (33), con i veterani della NFL Richie McCabe e Jim Wagstaff nella linea secondaria.
L'attacco dei Bills fu invece poco competitivo, classificandosi ultimo in yard passate con 2.346. L'ex quarterback dei Cleveland Browns Tommy O'Connell iniziò la stagione con un record di 1–3 prima di essere sostituito da Johnny Green. Green ebbe un record di 3-3 come titolare, malgrado l'avere completato il 39% dei suoi passaggi.
Richie Lucas, la prima scelta di sempre dei Bills nel draft, si rivelò un giocatore di basso livello, sia come quarterback che come halfback, lanciando solo 49 passaggi in tutta la stagione.
L'attacco dei Bills mostrò anche qualcosa di positivo, tuttavia, con il running back Wray Carlton e il flanker Elbert "Golden Wheels" Dubenion, che in seguito sarebbero diventati degli All-Star con la squadra a metà del decennio.

## Roster
| Roster dei Buffalo Bills nel 1960 |
| --- |
| Quarterback - 17 Bob Brodhead - 18 Johnny Green - 11 Richie Lucas - 14 Tommy O'Connell Running Back - 30 Wray Carlton FB - 26 Fred Ford HB - 23 Willmer Fowler - 41 Darrell Harper RB/K - 43 Joe Kulbacki FB - 35 Carl Smith FB - 33 Ted Wegert HB Wide Receiver - 84 Bob Barrett E/TE - 88 Dick Brubaker E/DE - 84 Dan Chamberlain - 44 Elbert Dubenion FL - 88 Al Hoisingzon E Tight End - 80 Monte Crockett HB/TE - 81 Tom Rychlec Offensive Linemen - 60 Phil Blazer G - 77 Donald Chelf T - 75 Tony Discenzo T - 52 Dan McGrew C - 62 Eddie Meyer T - 70 Chuck Muelhaupt G - 74 Harold Olson T - 54 Sam Palumbo C/LB - 75 Robert Sedlock T Defensive Linemen - 78 Gene Grabosky DT - 73 Chuck McMurtry DT - 85 Leroy Moore DE - 82 Charlie Rutkowski DE - 76 Jack Scott DT - 79 Jim Sorey DT - 87 Laverne Torzcon DE - 71 Mack Yoho DE Linebacker - 55 Bernard Buzyniski - 54 Joe Hergert LB/K - 57 Jack Laraway OLB - 56 Archie Matsos MLB - 53 Dennis Remmert - 67 Joe Schaffer OLB Defensive Back - 42 Jack Johnson SS - 24 Billy Kinard CB - 27 Hal Lewis CB/RB - 45 Richie McCabe FS - 22 Jim Wagstaff SS Special Team - 20 Billy Atkins CB/P |
| Legenda - I rookie sono in corsivo. - Il primo ruolo è il principale mentre gli eventuali successivi indicano i ruoli secondari. - (IR) sta per Injured Reserve ed indica la lista ristretta per un solo giocatore infortunato che può tornare ad allenarsi dopo la settimana 6 e a rientrare in prima squadra dopo che questa ha giocato 8 partite. - (NF-Inj.) / (NF-Ill.) stanno rispettivamente per Non-Football Injured e Non-Football Illness ed indicano le liste dove viene inserito un giocatore che ha un infortunio o una malattia non dipendente dal football americano. - (PUP) sta per Physically Unable to Perform ed indica la lista dove viene inserito un giocatore mentre è in attesa di recuperare la condizione fisica. Nella stagione regolare dopo la sesta partita giocata dalla propria squadra, il giocatore ha tempo tre settimane per riprendere ad allenarsi, più tre settimane aggiuntive dal suo rientro agli allenamenti per rientrare in prima squadra. |

## Calendario
| Stagione regolare |                   |                         |           |                               |          |
| Turno             | Data              | Avversario              | Risultato | Stadio                        | Pubblico |
| 1                 | 11 settembre 1960 | at New York Titans      | S 27–3    | Polo Grounds                  | 10,200   |
| 2                 | 18 settembre 1960 | Denver Broncos          | S 27–21   | War Memorial Stadium          | 15,229   |
| 3                 | 23 settembre 1960 | at Boston Patriots      | V 13–0    | Nickerson Field               | 20,732   |
| 4                 | 2 ottobre 1960    | Los Angeles Chargers    | S 24–10   | War Memorial Stadium          | 15,821   |
| 6                 | 16 ottobre 1960   | New York Titans         | S 17–13   | War Memorial Stadium          | 14,988   |
| 7                 | 23 ottobre 1960   | Oakland Raiders         | V 38–9    | War Memorial Stadium          | 8,876    |
| 8                 | 30 ottobre 1960   | Houston Oilers          | V 25–24   | War Memorial Stadium          | 23,001   |
| 9                 | 6 novembre 1960   | Dallas Texans           | S 45–28   | War Memorial Stadium          | 19,610   |
| 10                | 13 novembre 1960  | at Oakland Raiders      | S 20–7    | Kezar Stadium                 | 8,800    |
| 11                | 20 novembre 1960  | at Los Angeles Chargers | V 32–3    | Los Angeles Memorial Coliseum | 16,161   |
| 12                | 27 novembre 1960  | at Denver Broncos       | P 38–38   | Bears Stadium                 | 7,785    |
| 13                | 4 dicembre 1960   | Boston Patriots         | V 38–14   | War Memorial Stadium          | 14,335   |
| 14                | 11 dicembre 1960  | at Houston Oilers       | S 31–23   | Jeppesen Stadium              | 25,243   |
| 15                | 18 dicembre 1960  | at Dallas Texans        | S 24–7    | Cotton Bowl                   | 18,000   |

## Classifiche
| AFL Eastern Division |    |   |   |      |     |     |     |     |
|                      | V  | S | P | %    | DIV | PF  | PS  | STR |
| Houston Oilers       | 10 | 4 | 0 | .714 | 5–1 | 379 | 285 | V2  |
| New York Titans      | 7  | 7 | 0 | .500 | 2–4 | 382 | 399 | S1  |
| Buffalo Bills        | 5  | 8 | 1 | .385 | 3–3 | 296 | 303 | S2  |
| Boston Patriots      | 5  | 9 | 0 | .357 | 2–4 | 286 | 349 | S4  |

Nota: I pareggi non venivano conteggiati ai fini della classifica fino al 1972.